# Park stanowy Mason Neck
Park stanowy Mason Neck (ang. Mason Neck State Park) – park stanowy w hrabstwie Fairfax w stanie Wirginia w Stanach Zjednoczonych, około 30 kilometrów na południe od Waszyngtonu. Półwysep Mason Neck, na którym położony jest park, utworzony jest przez zatokę Pohick Bay na północy, zatokę Belmont Bay na południu oraz rzekę Potomak na wschodzie. Park zajmuje powierzchnię 1 814 akrów (7,34 km²) i graniczy z obszarami chronionymi Mason Neck National Wildlife Refuge, Pohick Bay Regional Park oraz Gunston Hall Historical Facility. Tereny te o łącznej powierzchni ponad 22,5 km² poświęcone są głównie rekreacji oraz ochronie środowiska.

## Historia

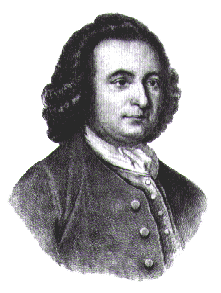
George Mason

Półwysep Mason Neck po raz pierwszy został opisany w 1608 roku przez angielskiego żeglarza Johna Smitha, znanego głównie ze swojej roli przy założeniu Jamestown, pierwszej stałej osady angielskiej w Ameryce Północnej oraz związku z Indianką Pokahontas. Smith opisał swoje spotkanie z Indianami z plemienia Dogue oraz zaznaczył ich wioskę Tauxenent na wykonanej przez siebie mapie Wirginii. Pierwotnie tereny te określano jako Doggs Islands oraz Doeg Neck. Obecna nazwa półwyspu pochodzi od nazwiska George'a Masona, autora Deklaracji Praw Wirginii, który mieszkał na półwyspie w XVIII wieku. Jego georgiański dom wybudowany w 1755 roku oraz sąsiednie budynki na Gunston Hall Plantation są odnowione i dostępne dla publiczności w sąsiadującym Gunston Hall Historical Facility.
W XIX wieku oraz na początku XX wieku przemysł w okolicy półwyspu opierał się na wycince lasów. Wyrąb sosen oraz stosowanie pestycydu DDT doprowadziło do znacznego spadku populacji bielika amerykańskiego w tym regionie. W 1965 roku utworzono komitet w celu przywrócenia i ochrony środowiska naturalnego na terenie półwyspu. Począwszy od 1967 roku stan Wirginia oraz prywatne fundacje zaczęły wykupywać w tym celu okoliczne ziemie. Park został otwarty dla publiczności w roku 1985.

## Rekreacja na terenie parku
W parku znajduje się kilka szlaków pieszych o łącznej długości ok. 5 km, prowadzących do platform widokowych ułatwiających obserwację mieszkającej w parku fauny. W parku znajdują się także wypożyczalnie rowerów i kajaków. Po wykupieniu stosownych pozwoleń w parku dozwolone jest także wędkarstwo, a w sezonie łowieckim polowanie. Z parku legalnie można korzystać wyłącznie za dnia, ponieważ nie ma w nim żadnych obiektów umożliwiających przenocowanie.

## Fauna i flora
Obecnie, poza funkcją rekreacyjną, tereny parku stanowią siedlisko bielika amerykańskiego oraz innych gatunków zwierząt. Na terenie parku występują między innymi jelenie wirginijskie, lisy, bobry oraz ponad 200 gatunków ptaków w tym, poza bielikami amerykańskimi: czaple, łabędzie czarnodziobe oraz liczne gatunki kaczek. Obszar parku pokrywa kilka kilometrów kwadratowych lasów, w których można znaleźć liczne dęby, orzeszniki oraz ostrokrzewy. Na terenie parku znajduje się również kilka mokradeł.